# Envision Energy
Pour les articles homonymes, voir Envision.
Envision Energy est une entreprise chinoise, basée à Shanghai, spécialisée dans les éoliennes et les logiciels de gestion de l'énergie.

## Histoire
Envision a été fondée par Lei Zhang en 2007 à Jiangyin, Jiangsu, dans la région est de la Chine. Zhang a été nommé Top 10 des innovateurs chinois en 2014 par China Daily. La société a commencé ses activités à part entière depuis 2009.
En 2013, Envision a installé cinq turbines à rotor de 2,1 MW et 110 mètres au parc éolien d'Ucuquer, dans le centre du Chili.
En 2014, Envision s'associe au gestionnaire de fonds d'infrastructure néo-zélandais Infratil pour construire une infrastructure intelligente à Christchurch, en Nouvelle-Zélande,.
En 2018, Nissan Motors a conclu un accord définitif avec Envision pour la vente d'AESC, dédié aux batteries électriques et des installations de production de Nissan à Envision,.
En 2021, Renault signe avec Envision AESC pour la construction d'une usine de batteries à Douai,, qui devrait être en mesure de produire 9 GWh de batteries par an et pouvant embaucher 1 000 personnes en 2024.